# Не сходи с ума
«Не сходи с ума» (тур. Deli Deli Olma) — турецкий фильм 2009 года.
События фильма разворачиваются в деревне на востоке Турции близ города Карса.

## Сюжет
Один из главных героев — русский по имени Мишка (его играет Тарык Акан). Часть проживавших в Карсской области русских духовных христиан молокан переехало в Россию сразу после передачи области Турции, оставшиеся практически полностью переехали в Ставропольский край в 1961 году. Мишка — последний из молокан в своём селе.
Старик-молоканин, владелец единственной в селе мельницы, сталкивается с финансовыми трудностями, когда прогресс делает его мельницу ненужной. Он последний русский в селе, очень страдает от одиночества и находит утешение в игре на фортепиано. Пожилая женщина Попуч ненавидит Мишку и не хочет, чтобы он жил в селе. Её отношение к старику никто не понимает, большинство жителей не видят вреда от добродушного Мишки — и хранят нейтралитет в отношениях Мишки и Попуч. Постепенно всплывают подробности о молодости главных героев.
В фильме использованы записи песнопений карсских молокан и характерные предметы быта. Однако специалисты по истории молокан в Турции (в частности, писатель и историк Эркан Карагёз) были привлечены только на последнем этапе съёмок.
Съёмки проходили в селении Эшмейазы к востоку от Карса — место было выбрано из-за характерного пейзажа и удобства расположения; молоканские сёла на самом деле располагались к северу и к югу от Карса.

## В ролях
| Актёр        | Роль     |
| ------------ | -------- |
| Тарык Акан   | Мишка    |
| Шериф Сезер  | Попуч    |
| Левент Тюлек | Шемистан |